# Halina Wawzyniak

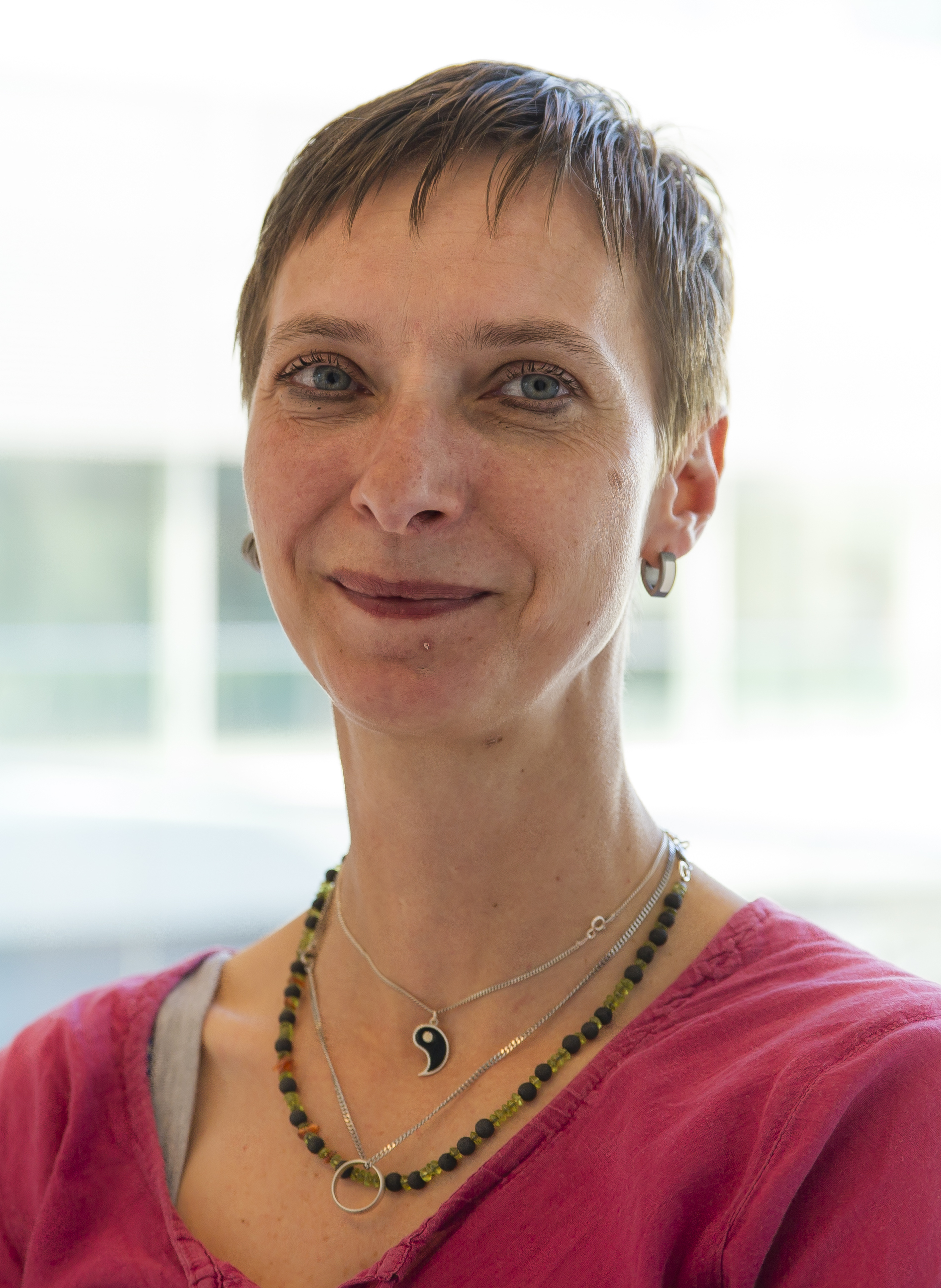
Halina Wawzyniak (2009)

Halina Wawzyniak (* 17. Juli 1973 in Königs Wusterhausen) ist eine deutsche Politikerin. Bis Juni 2012 war sie stellvertretende Vorsitzende der Partei Die Linke. Seit dem 3. Bundesparteitag fungierte sie bis Mai 2016 als Beisitzerin im Vorstand. Sie war von 2009 bis 2017 Mitglied des Deutschen Bundestages.

## Beruf
Halina Wawzyniak erwarb 1992 das Abitur und studierte anschließend Rechtswissenschaften an der Freien Universität Berlin. Nach dem zweiten juristischen Staatsexamen 2002 war sie bis 2005 als selbständige Rechtsanwältin tätig. Von 2005 bis 2009 arbeitete sie als Justiziarin für die Linksfraktion im Bundestag. Seit 2018 arbeitet sie als Fraktionsgeschäftsführerin für DIE LINKE im Berliner Abgeordnetenhaus.

## Partei
Wawzyniak trat im August 1990 als 17-Jährige in die PDS ein. Sie war in der Folge Mitbegründerin der Arbeitsgemeinschaft Junge GenossInnen (AGJG), an deren Stelle 1999 der parteinahe Jugendverband ['solid] trat.
Ende der 1990er Jahre war sie Mitglied des Parteivorstands der PDS. 2001 kandidierte sie in Kreuzberg als Direktkandidatin der PDS für das Berliner Abgeordnetenhaus, wurde aber nicht gewählt. Zur Bundestagswahl 2002 war sie Leiterin des PDS-Wahlkampfbüros in Anlehnung an die Kampa der SPD. Sie war Mitglied der ProgrammKommission, die das Chemnitzer Programm ausarbeitete. Zusammen mit André Brie war sie auch Sprecherin der Bundesarbeitsgemeinschaft Bürgerrechte und Demokratie. Bei den Bundesparteitagen der PDS war sie Sprecherin der Antragskommission und damit an der Durchführung der PDS-Parteitage beteiligt. Lange Zeit war sie Mitglied der Bundesschiedskommission der PDS, bis sie mit ihrer Wahl zur stellvertretenden Landesvorsitzenden der PDS Berlin im Dezember 2005 dort ausschied.
Wawzyniak war an der Seite von Bodo Ramelow, Dietmar Bartsch und anderen mit der Organisation zur Vereinigung der Linkspartei.PDS mit der WASG zur Partei Die Linke betraut, Wawzyniak insbesondere für die juristischen Aspekte.
Nachdem sie am 16. Juni 2007 in den Bundesvorstand der Partei Die Linke gewählt worden war, verzichtete sie auf eine erneute Kandidatur für den Berliner Landesvorstand. Am 24. Mai 2008 wurde sie auf dem 1. Parteitag in Cottbus zur stellvertretenden Vorsitzenden gewählt. Zudem war sie zwischen 2007 und 2011 Vorsitzende des Bezirksverbandes Friedrichshain-Kreuzberg der Linken in Berlin.

## Bundestag

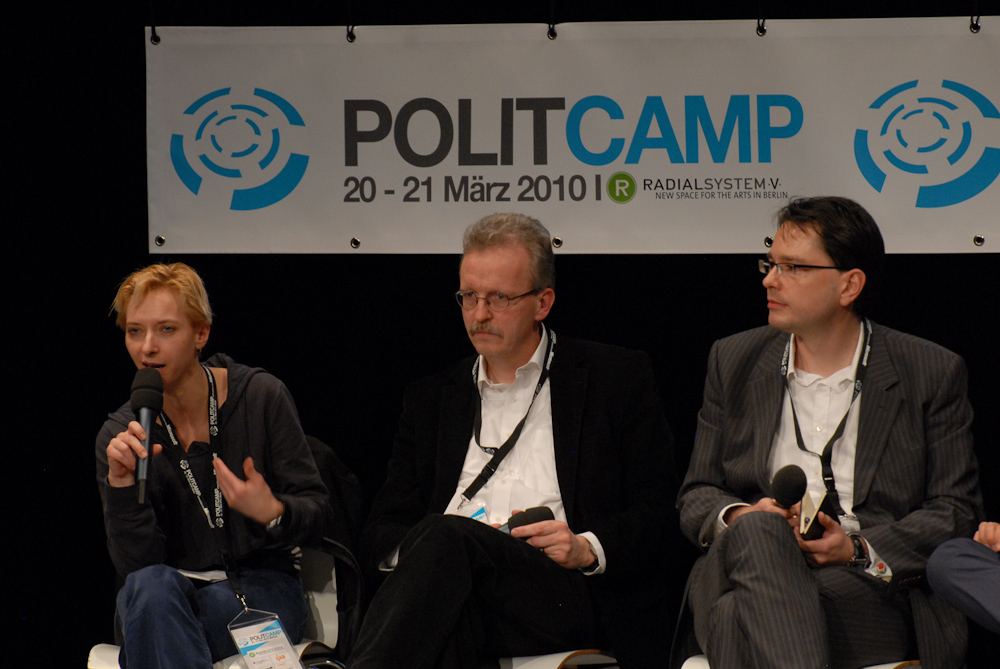
Halina Wawzyniak, Martin Stadelmaier, PolitCamp 2010

Zur Bundestagswahl 2009 trat Halina Wawzyniak als Direktkandidatin im Wahlkreis 84 (Friedrichshain-Kreuzberg, Prenzlauer Berg Ost) an. Während des Wahlkampfs erhielt ihr Plakat mit dem Slogan Mit Arsch in der Hose in den Bundestag Medienaufmerksamkeit. Den Wahlkreis gewann Hans-Christian Ströbele, über die Landesliste gelangte sie dennoch in den Bundestag.
Halina Wawzyniak war in der 17. Wahlperiode netzpolitische Sprecherin ihrer Fraktion, Obfrau der Enquête-Kommission Internet und digitale Gesellschaft des Bundestages und stellvertretende Vorsitzende des Rechtsausschusses. Im Ausschuss für wirtschaftliche Zusammenarbeit und Entwicklung sowie im Unterausschuss Neue Medien war sie stellvertretendes Mitglied.
Im Januar 2012 wurde bekannt, dass Halina Wawzyniak als eine von 27 Bundestagsabgeordneten der Linken unter Beobachtung durch das Bundesamt für Verfassungsschutz steht, was von Politikern aller Fraktionen kritisiert wurde. Siehe auch: Beobachtung der Partei Die Linke durch den Verfassungsschutz.
Bei der Bundestagswahl 2013 wurde sie auf Platz 5 der Landesliste erneut in den Bundestag gewählt.
Wawzyniak war eine von sieben Parlamentarischen Geschäftsführern der Linksfraktion im Deutschen Bundestag.
Zur Bundestagswahl 2017 kandidierte sie nicht mehr für den Bundestag.

## Öffentliche Ämter
In der 18. Wahlperiode des Deutschen Bundestages (2013–2017) war Wawzyniak stellvertretendes Mitglied der G 10-Kommission.